# Sylvia Willink
Sylvia Maria Elisabeth Willink-Quiël (Amsterdam, 25 maart 1944) is een Nederlandse schilderes en beeldhouwster. Zij was de vierde en laatste echtgenote van de Nederlandse schilder Carel Willink. Zij werkt sinds de jaren zeventig onder de naam Sylvia Willink en signeert hiermee.

## Leven en werk
Sylvia Willink was sinds 1975 de levenspartner van Carel Willink. Hij schilderde haar in 1975/76, 1977 en 1978.. Zij trouwden in 1977 en bleven tot zijn dood in 1983 bij elkaar. Sylvia Willink beheert de nalatenschap van haar man en beschikt over de auteursrechten. Zij ontwierp zijn grafmonument en maakte het borstbeeld van Willink in het Carel Willinkplantsoen in Amsterdam. In 2008 richtte zij een fonds op bij de stichting "Het Rijksmuseum" t.w. het Sylvia en Carel Willink Fonds.
Sylvia Willink maakte gebeeldhouwde portretten (zie hieronder bij werken) van Willem Frederik Hermans, E. du Perron, Anne Frank en Marten Toonder (van wie ze ook een schilderij maakte), die alle vier in het Literatuurmuseum in Den Haag te zien zijn. Ook maakte zij een beeld van Tom Poes en portretteerde ze koningin Beatrix, Léon Lippens (burgemeester van Knokke), Joseph Brodsky, Vladimir Horowitz, W.H. Auden en Corneille. Beelden van Sylvia Willink zijn onder andere opgenomen in de collectie ABN-AMRO, PGGM te Zeist en het Literatuurmuseum te Den Haag.
Sylvia Willink schildert portretten, waaronder drie portretten van haar echtgenoot. Van Simon Carmiggelt bevindt zich een portret in de collectie van het Literatuurmuseum. In februari 2010 kocht Paleis Het Loo voor de collectie een portret van koningin Beatrix (2001). In maart 2011 werd ter ere van het emeritaat van prof. dr. Nicolette Mout, een door Sylvia Willink geschilderd portret onthuld in het Academiegebouw in Leiden. Sinds 2018 maakt Sylvia Willink kleine filmpjes over het werk van haar overleden man, Carel Willink, om het publiek een kijkje te geven over en in zijn schilderwijze en ideeën. De filmpjes zijn op YouTube te zien.

## Schenkingen
- In 1992 entameerde zij een expositie van werk op papier, schetsen en aquarellen van Willink, in het Stedelijk Museum Amsterdam. Na afloop van deze expo deed Sylvia Willink op 23 december 1993 haar eerste grote schenking in kunst aan het Stedelijk.
- In 1995 schonk zij aan Museum Boijmans Van Beuningen een portret uit 1936[12] van Carel Willink en in 2000 schonk zij dit museum wederom een schilderij uit 1924[13] als dank voor de expositie ter gelegenheid van Willinks honderdste geboortejaar.
- In 2004 schonk Sylvia Willink alle 19 schetsboeken[14] van Willink aan het Rijksmuseum Amsterdam.
- In 2006 kocht Stichting het Rijksmuseum een zelfportret van Willink als Johannes[15] voor de nieuwe afdeling '20-ste eeuw', waarvan Sylvia Willink de helft [€ 220.000,-] schonk.
- In 2015 schonk Sylvia Willink het schilderij Rustende Venus II[16] dat Willink in 1978 van haar maakte aan het Gemeentemuseum Den Haag, met het idee "dat met 't oog op de toekomst kunst goed is ondergebracht in een gerenommeerd museum".

## Onderscheiding
Op 27 april 2012 kreeg Sylvia Willink een koninklijke onderscheiding opgespeld door de Amsterdamse burgemeester Eberhard van der Laan.

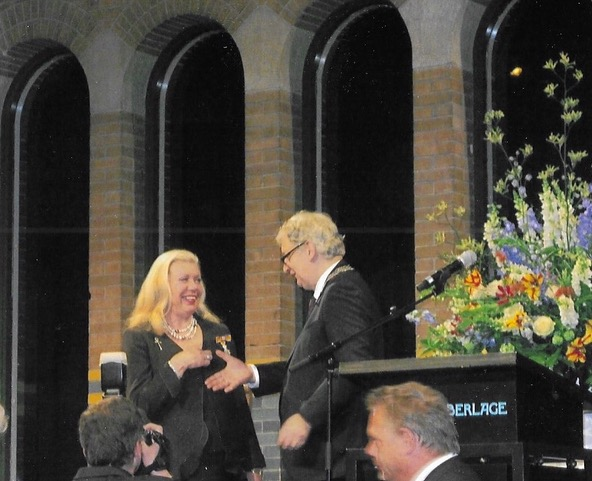
Koninklijke onderscheiding Sylvia Willink

## Werken

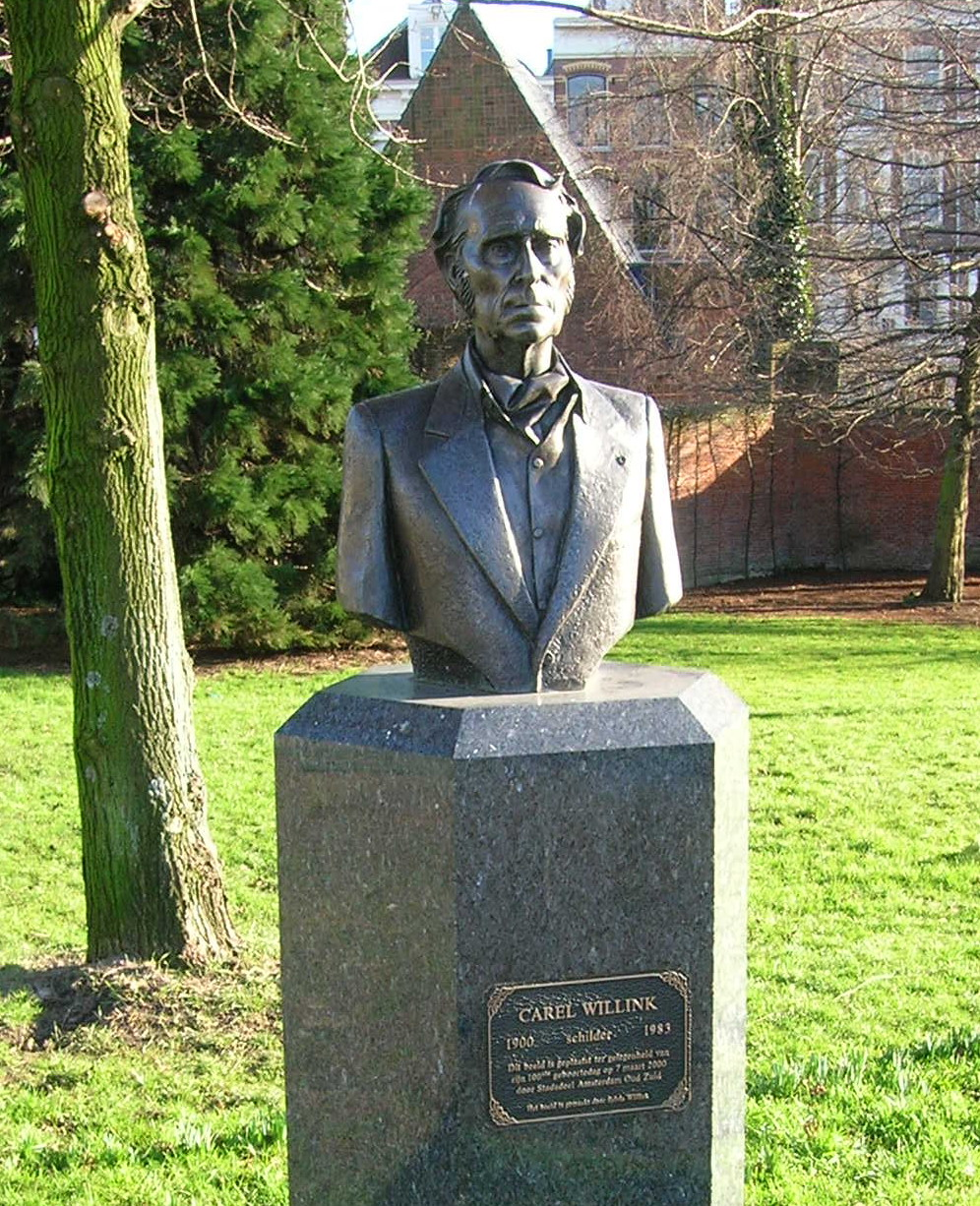
Borstbeeld Carel Willink (1999) in Carel Willinkplantsoen, Amsterdam
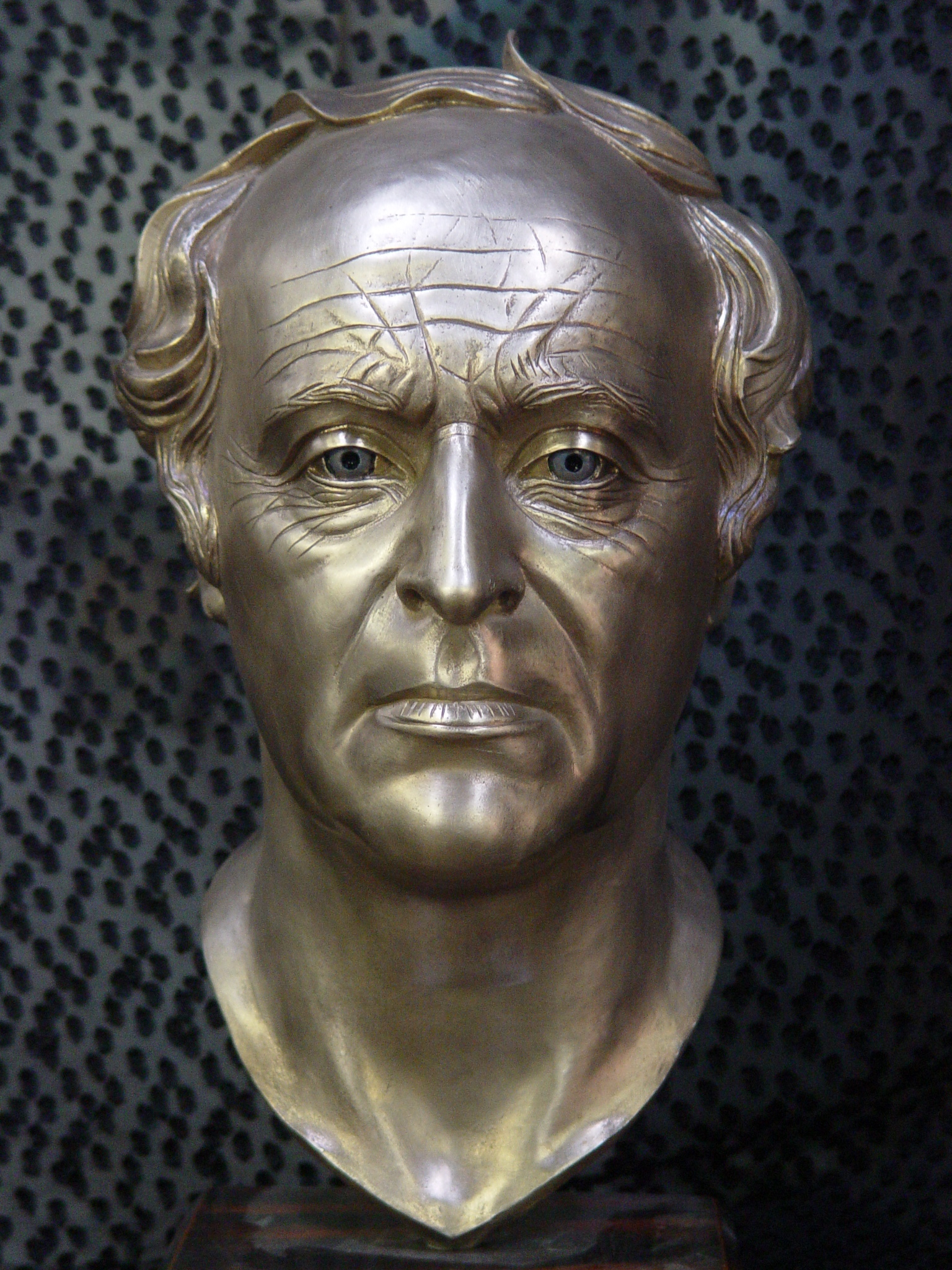
Beeld van Joseph Brodsky, Brodsky Museum Sint-Petersburg (Rusland)
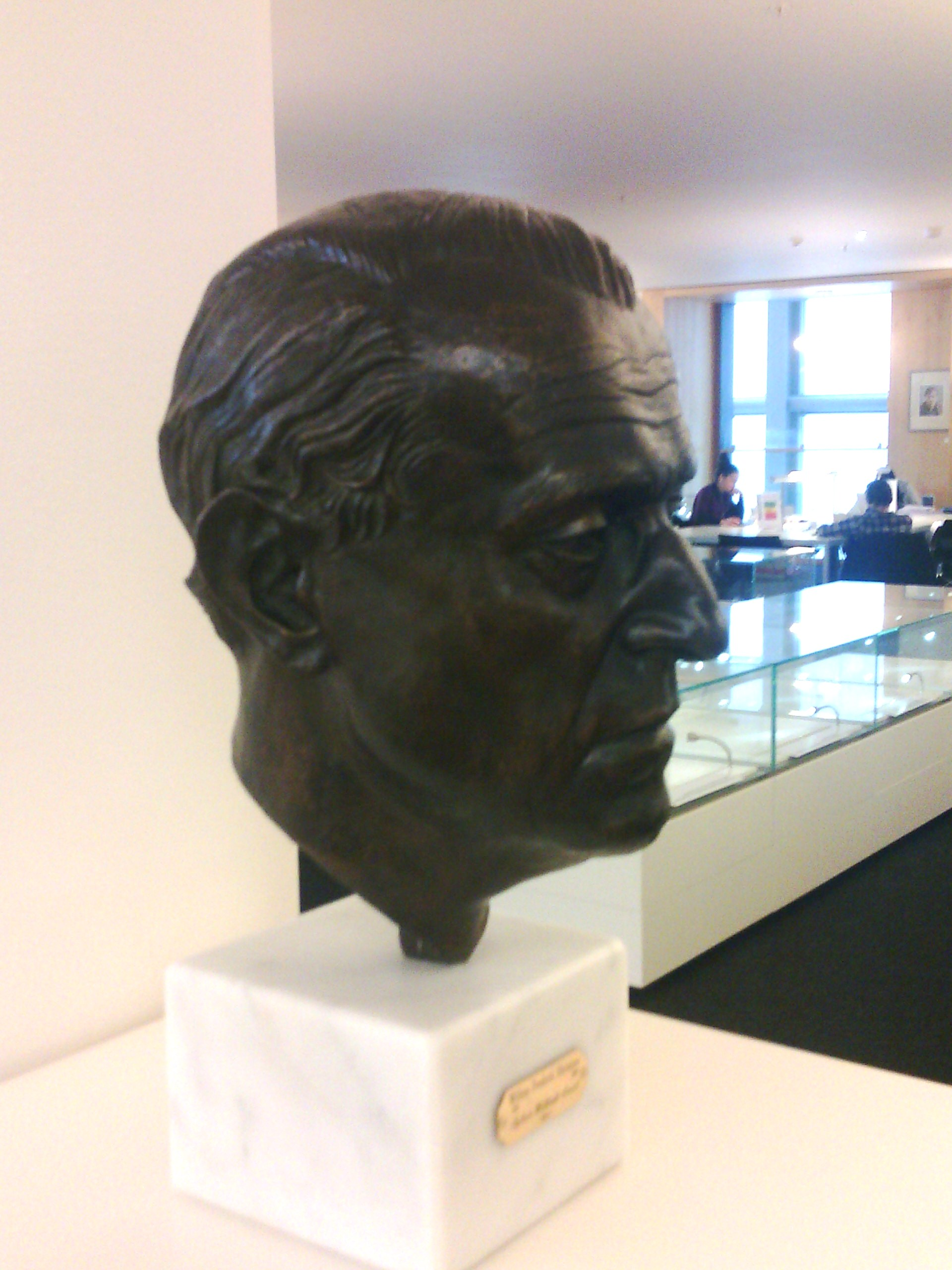
W.F. Hermans, Openbare Bibliotheek Amsterdam, Amsterdam
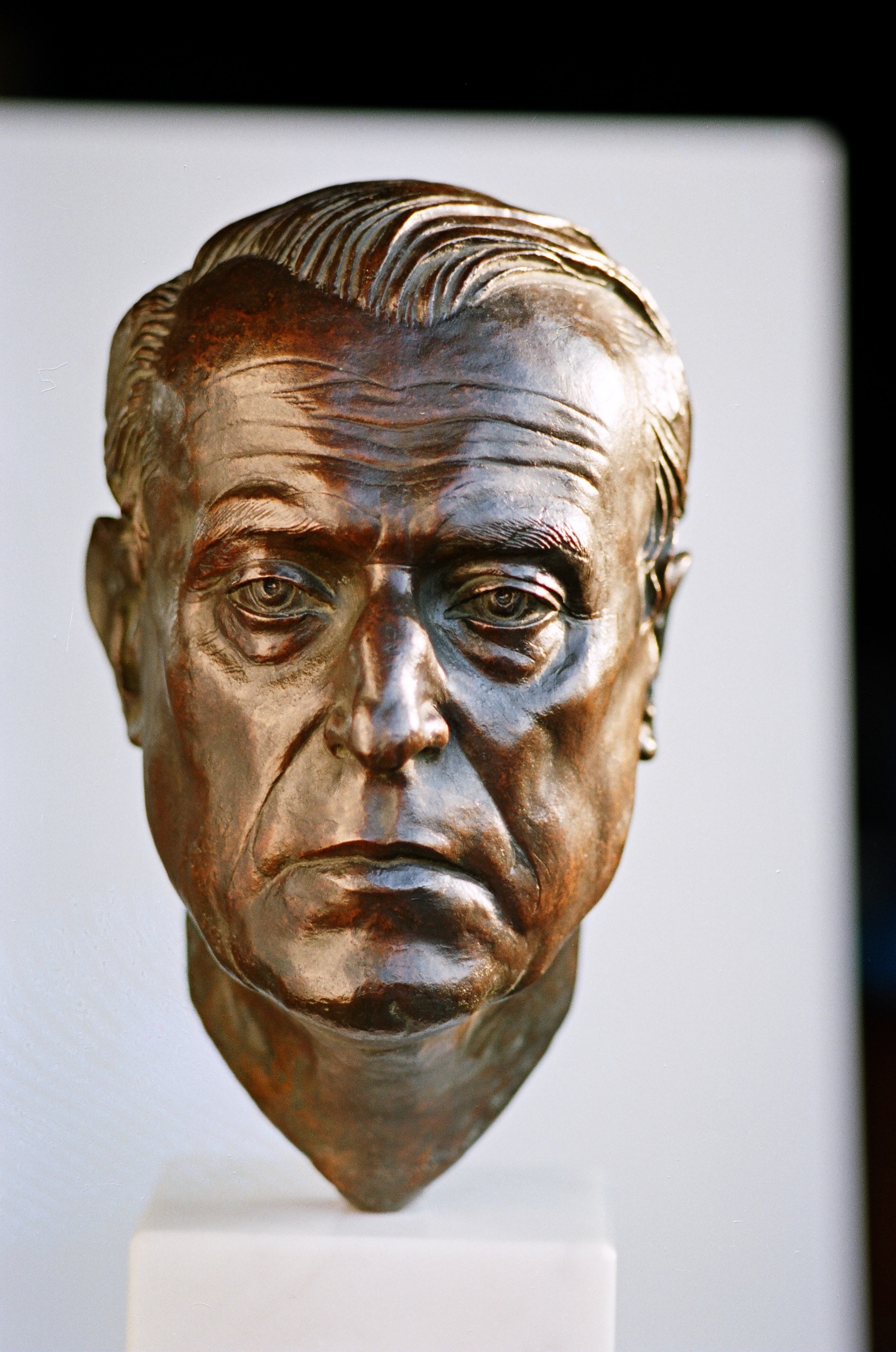
Beeld van Willem Frederik Hermans, Literatuurmuseum, Den Haag
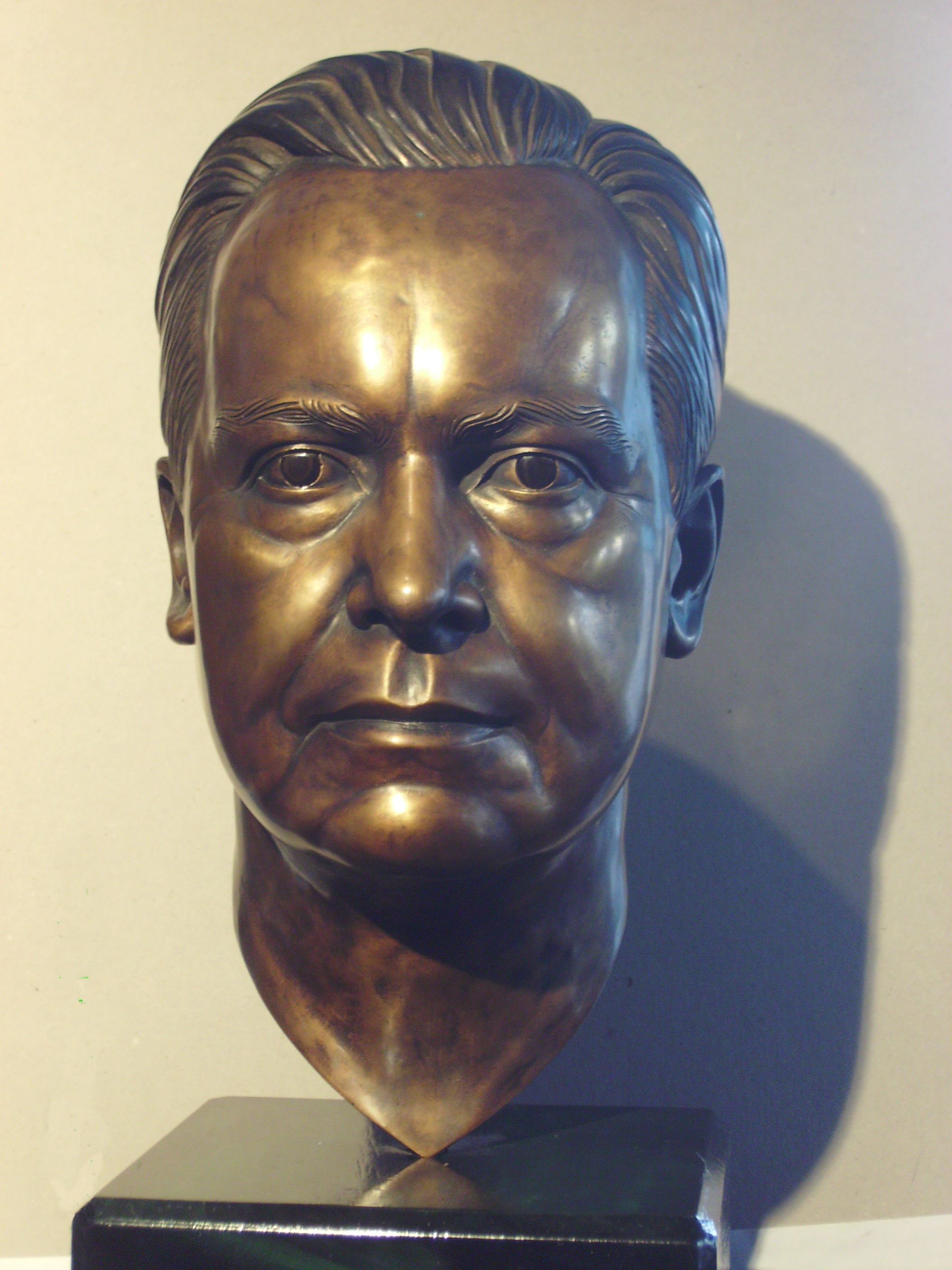
Beeld van Edgar du Perron, Literatuurmuseum, Den Haag
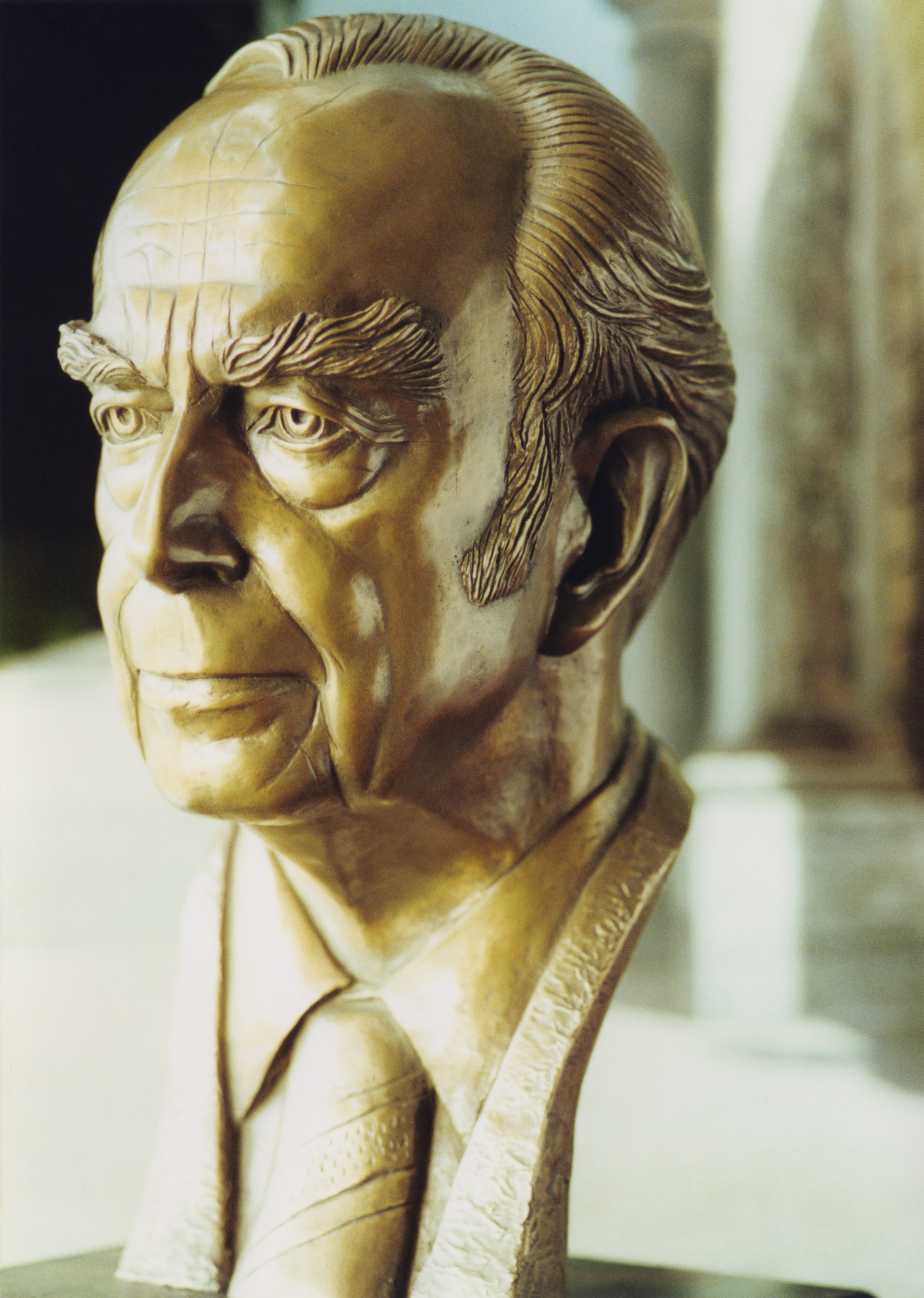
Beeld van Marten Toonder, Literatuurmuseum, Den Haag
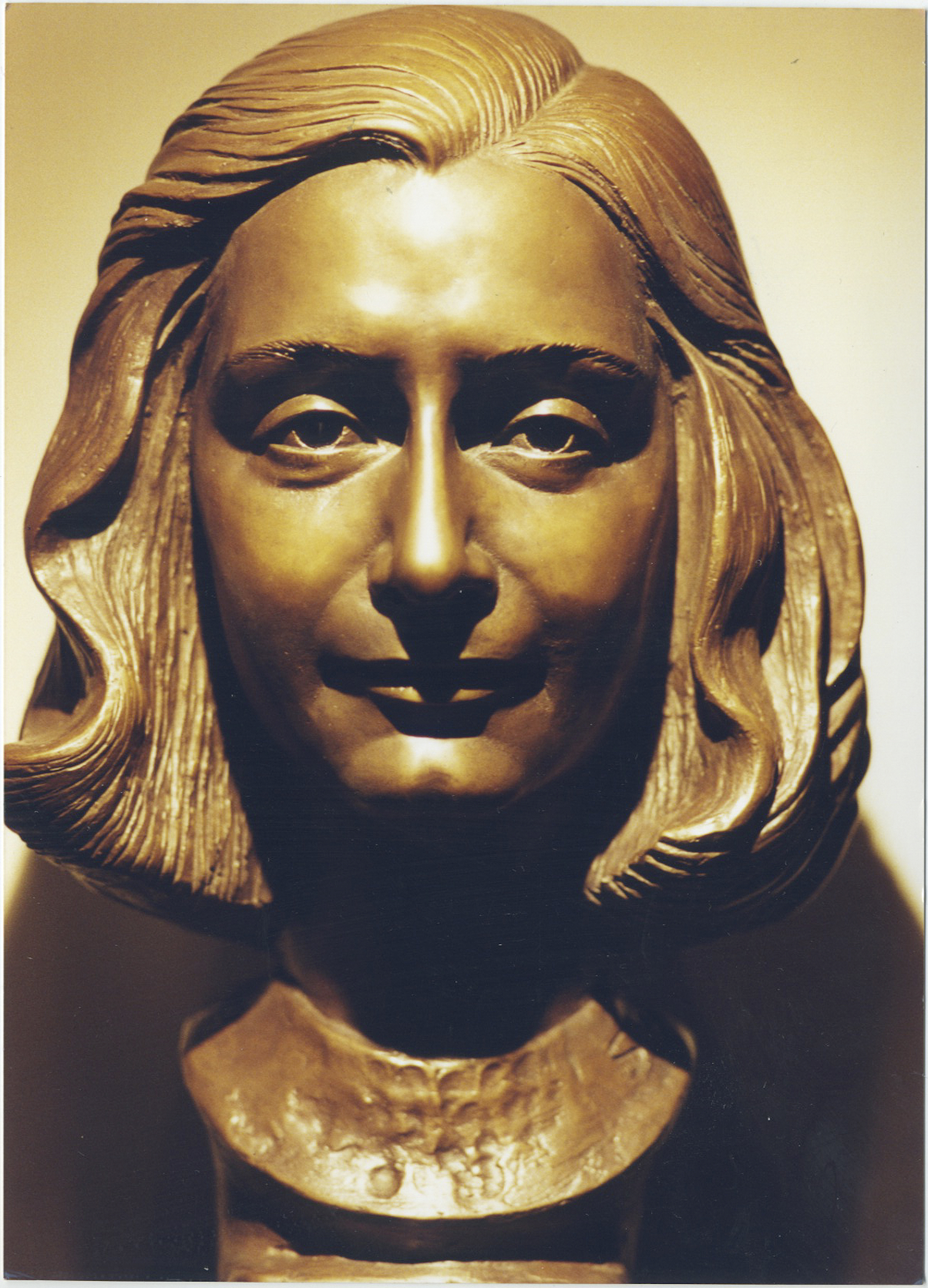
Beeld van Anne Frank, Literatuurmuseum, Den Haag
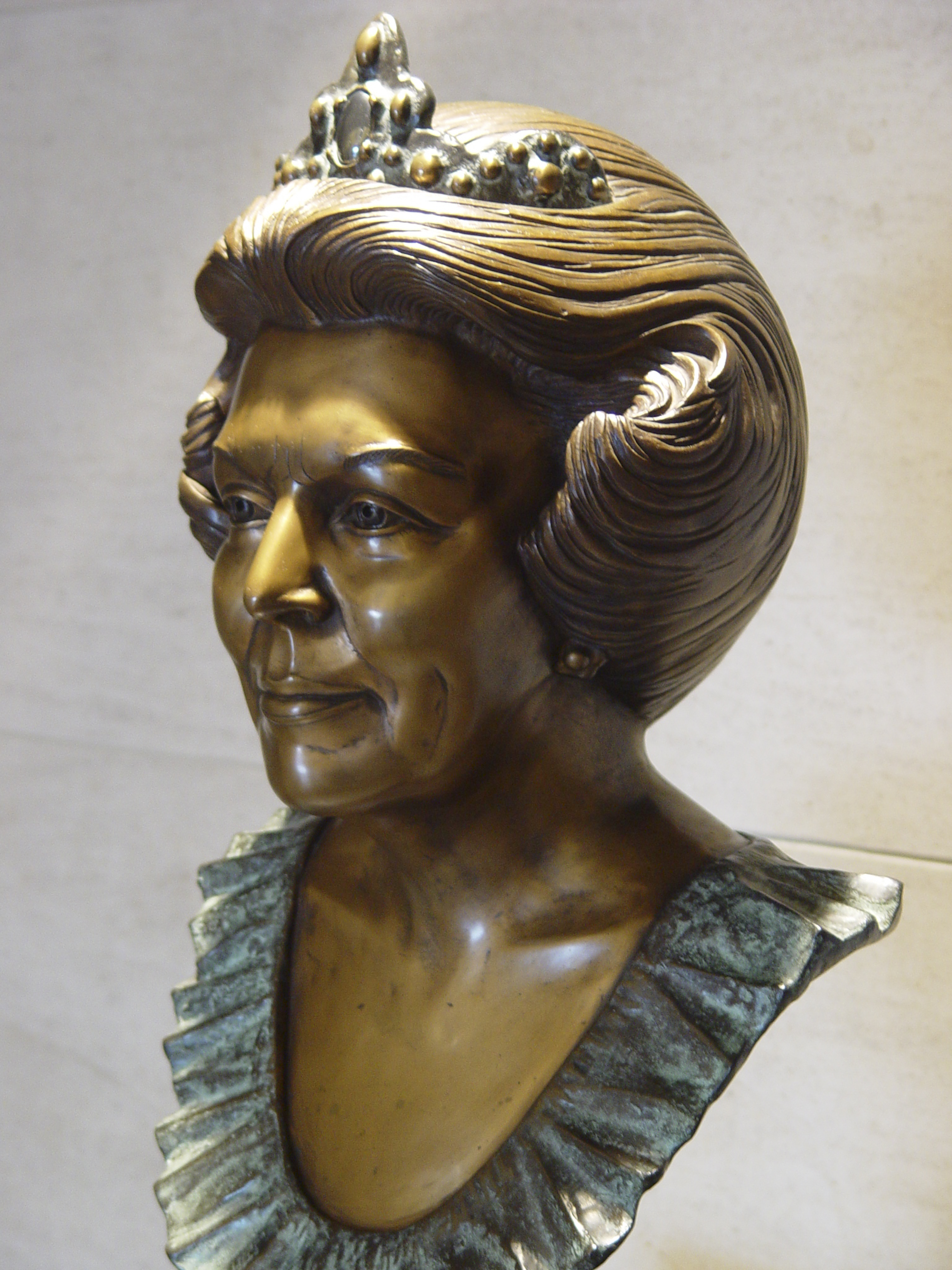
Beeld van Beatrix der Nederlanden, ABN Amro-collectie[dode link]
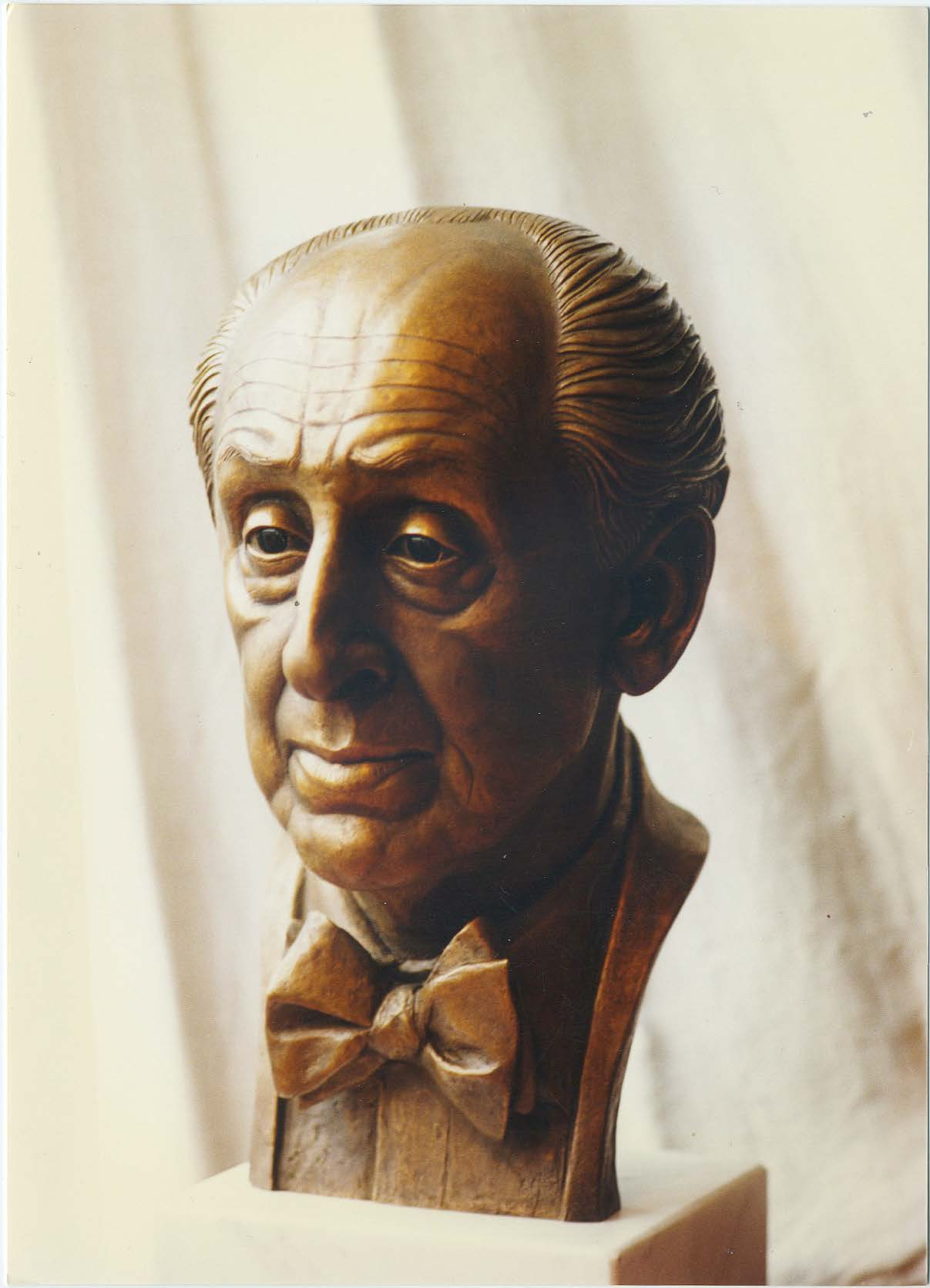
Beeld van Vladimir Horowitz, Koninklijk Concertgebouw, Amsterdam (solistenfoyer)
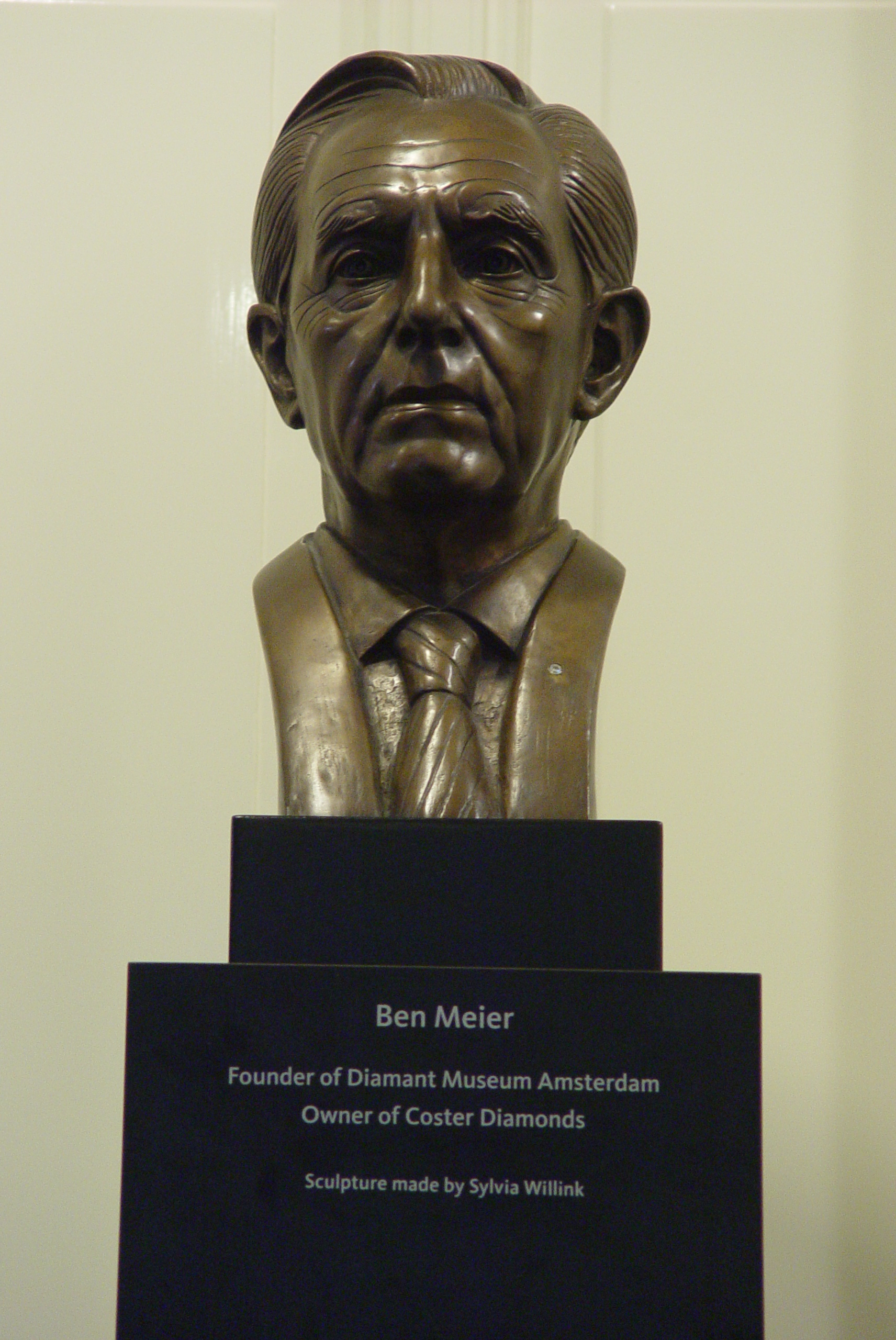
Beeld van Ben Meier, chairman Coster Diamonds, Amsterdam
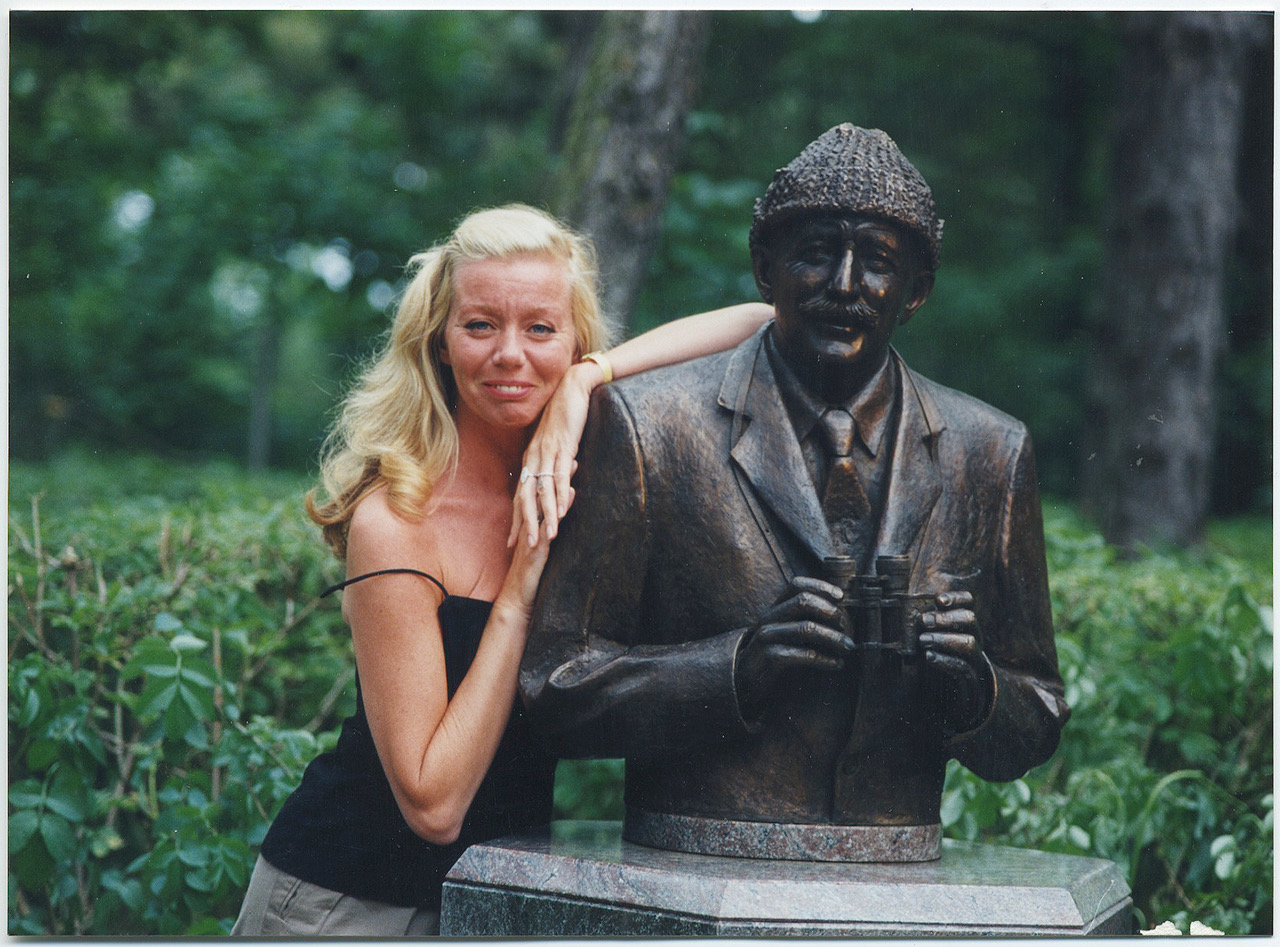
Sylvia Willink bij haar borstbeeld van graaf Léon Lippens (1988), Knokke-Heist (België)
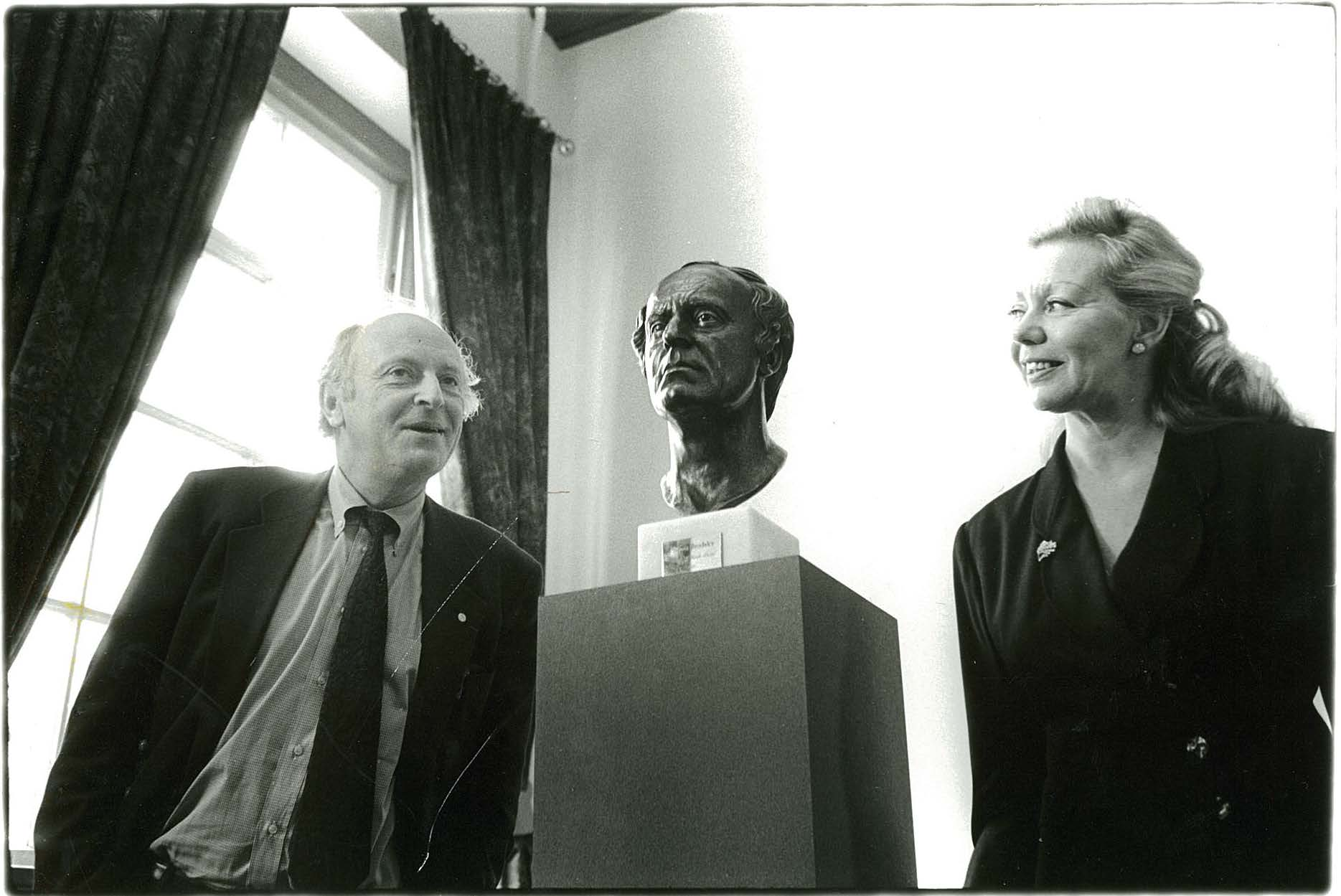
Joseph Brodsky en Sylvia Willink bij beeld van Brodsky